# Michail Iossifowitsch Kaznelson

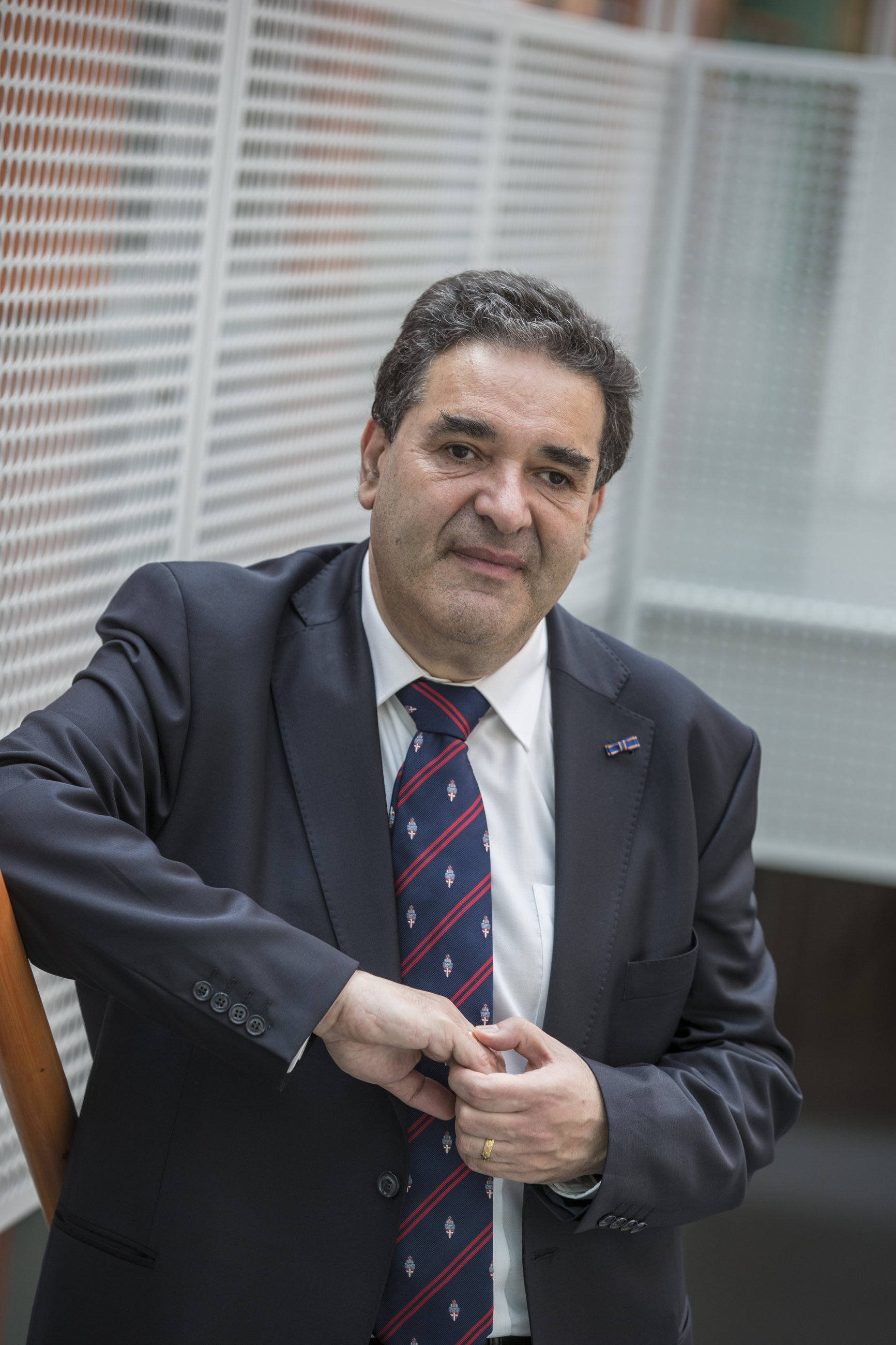
Michail Kaznelson (2013)

Michail Iossifowitsch Kaznelson (russisch Михаил Иосифович Кацнельсон, in englischer Transkription Mikhail Katsnelson; * 10. August 1957 in Magnitogorsk) ist ein russisch-niederländischer theoretischer Festkörperphysiker. Er ist Professor an der Radboud-Universität Nijmegen in den Niederlanden.
Katsnelson studierte an der Staatlichen Universität des Uralgebiets in Swerdlowsk mit dem Diplom in theoretischer Physik 1977 (Oszillationen des inhomogenen Elektronenplasmas in WKB-Näherung) und wurde dort 1980 bei Sergei Wonsowski am Institut für Metallphysik promoviert (Instabilitäten des Energiespektrums der Elektronen und elementare Anregungen im s-d-Austausch-Modell und polaren Modellen eines Kristalls). 1985 habilitierte er sich (russischer Doktortitel, Thema: Starke Elektronen-Korrelationen in Übergangsmetallen und ihren Legierungen) und 1991 wurde er Professor, was er bis 2001 blieb. Seit 1994 ist er Professor an der Radboud-Universität. Er leitet dort die Gruppe für theoretische Festkörperphysik.
Er befasst sich mit quantenmechanischer Vielteilchentheorie, stark korrelierten Systemen und Quantentheorie des Magnetismus und mit Graphen. Andre Geim und Konstantin Novoselov, die für Arbeiten zum Graphen den Nobelpreis erhielten, waren zeitweise bei ihm in Nijmegen. Er gilt als einer der führenden Theoretiker in der Graphen-Forschung und war an vielen wichtigen Veröffentlichungen auch mit Geim und Novoselov beteiligt, so an der Vorhersage des Klein-Paradoxons (Klein-Tunneln) in Graphen, der Rippel-Bildung von Graphen bei endlicher Temperatur und der Änderung von dessen elektrischen Eigenschaften bei Dehnung.
2013 erhielt er den Spinoza-Preis, den höchsten niederländischen Wissenschaftspreis, und einen Advanced Grant des European Research Council. 2016 erhielt er den Hamburger Preis für Theoretische Physik. 2011 wurde er Ritter vom Orden des niederländischen Löwen und 2012 Ehrendoktor der Universität Uppsala. 1988 erhielt er den Lenin-Komsomol-Preis in der UdSSR, ein staatlicher Preis für Nachwuchswissenschaftler. Er ist seit 2013 ordentliches Mitglied der Academia Europaea.
2002 bis 2004 war er Gastprofessor in Uppsala.
1991 gab er mit Wonsowski bei Nauka ausgewählte Werke von Semjon Schubin heraus.

## Schriften
Bücher:
- mit Wonsowski: Quantum Solid State Physics. Springer Verlag, 1989 (russische Ausgabe Nauka 1983)
- Graphene: Carbon in two dimensions. Cambridge University Press, 2012
- The physics of graphene, 2. Auflage, Cambridge University Press 2020

Von ihm stammen außerdem verschiedene russische Lehrbücher (über Mechanik, Relativitätstheorie, Elementarteilchenphysik/Kernphysik) und Monographien (über Gitterdynamik und Austauschwechselwirkungs-Theorie des Magnetismus) sowie zur Wissenschaftsphilosophie.
Einige Aufsätze:
- mit A. Fasolino: Graphene as a prototype crystalline membrane. In: Accounts Chem. Res. Band 46, 2013, S. 97–105, doi:10.1021/ar300117, arxiv:1302.1385.
- mit M.A.H. Vozmediano, F. Guinea: Gauge fields in graphene. In: Physics Reports. Band 496, 2010, S. 109, arxiv:1003.5179.
- mit V.Yu. Irkhin, L. Chioncel, A.I. Lichtenstein, R.A. de Groot: Half-metallic ferromagnets: From band structure to many-body effects. In: Rev. Mod. Phys. Band 80, 2008, S. 315–378, doi:10.1103/RevModPhys.80.315, arxiv:0711.0872.
- mit S.Y. Savrasov, A. Toropova, A. I. Lichtenstein, V. Antropov, G. Kotliar: Electronic structure and magnetic properties of solids. In: Z. f. Kristallographie. Band 220, 2005, S. 473–488, doi:10.1524/zkri.220.5.473.65072, arxiv:cond-mat/0409704.
- mit Konstantin Novoselov, Andre Geim, S.V. Morozov, D. Jiang, I.V. Grigorieva, S.V. Dubonos, A.A. Firsov: Two-dimensional gas of massless Dirac fermions in graphene. In: Nature. Band 438, 2005, S. 197–200, doi:10.1038/nature04233, arxiv:cond-mat/0509330.
- Graphene: carbon in two dimensions. In: Materials Today. Band 10, 2007, S. 20–27, doi:10.1016/S1369-7021(06)71788-6, arxiv:cond-mat/0612534.
- mit K.S. Novoselov, A.K. Geim: Chiral tunnelling and the Klein paradox in graphene. In: Nature Physics. Band 2, 2006, S. 620–625, doi:10.1038/nphys384, arxiv:cond-mat/0604323.
- mit K.S. Novoselov, E. McCann, S.V. Morozov, V.I. Fal'ko, U. Zeitler, D. Jiang, F. Schedin, A.K. Geim: Unconventional Quantum Hall Effect and Berry’s Phase of 2π in Bilayer Graphene. In: Nature Physics. Band 2, 2006, S. 177–180, doi:10.1038/nphys245, arxiv:cond-mat/0602565.
- mit Jannik C. Meyer, A.K. Geim, K.S. Novoselov, T.J. Booth, S. Roth: The Structure of Suspended Graphene Sheets. In: Nature. Band 446, 2007, S. 60–63, doi:10.1038/nature05545, arxiv:cond-mat/0701379.
- mit L. A. Ponomarenko, F. Schedin, R. Yang, E.W. Hill, K.S. Novoselov, A.K. Geim: Chaotic Dirac Billiard in Graphene Quantum Dots. In: Science. Band 320, 2008, S. 356–358, doi:10.1126/science.1154663, arxiv:0801.0160.
- mit A. Fasolino, J. H. Los: Intrinsic ripples in graphene. In: Nature Materials. Band 6, 2007, S. 858–861, doi:10.1038/nmat2011, arxiv:0704.1793
- mit Grigori Wolowik: Topological matter: graphene and superfluid 3He. In: J. Low Temp. Phys. 175, 2014, S. 655–666, doi:10.1007/s10909-014-1167-8, arxiv:1310.3581.
- mit K.S. Novoselov: Graphene – a new bridge between condensed matter physics and quantum electrodynamics. In: Solid State Comm. Band 143, 2007, S. 3–13, doi:10.1016/j.ssc.2007.02.043, arxiv:cond-mat/0703374.